# Quận Plaquemines, Louisiana
Plaquemines (tiếng Anh: Plaquemines Parish, phát âm như "plắc-kim-min"; tiếng Pháp: Paroisse des Plaquemines) là một quận thuộc tiểu bang Louisiana, Hoa Kỳ. Theo ước tính năm 2009, dân số quận này là 20942 người, mật độ 10 người/km². Plaquemines là một từ tiếng Pháp địa phương có nghĩa "quả hồng".

## Dân số
Biến động dân số qua các từ 1900-2010: